# Samer el Nahhal

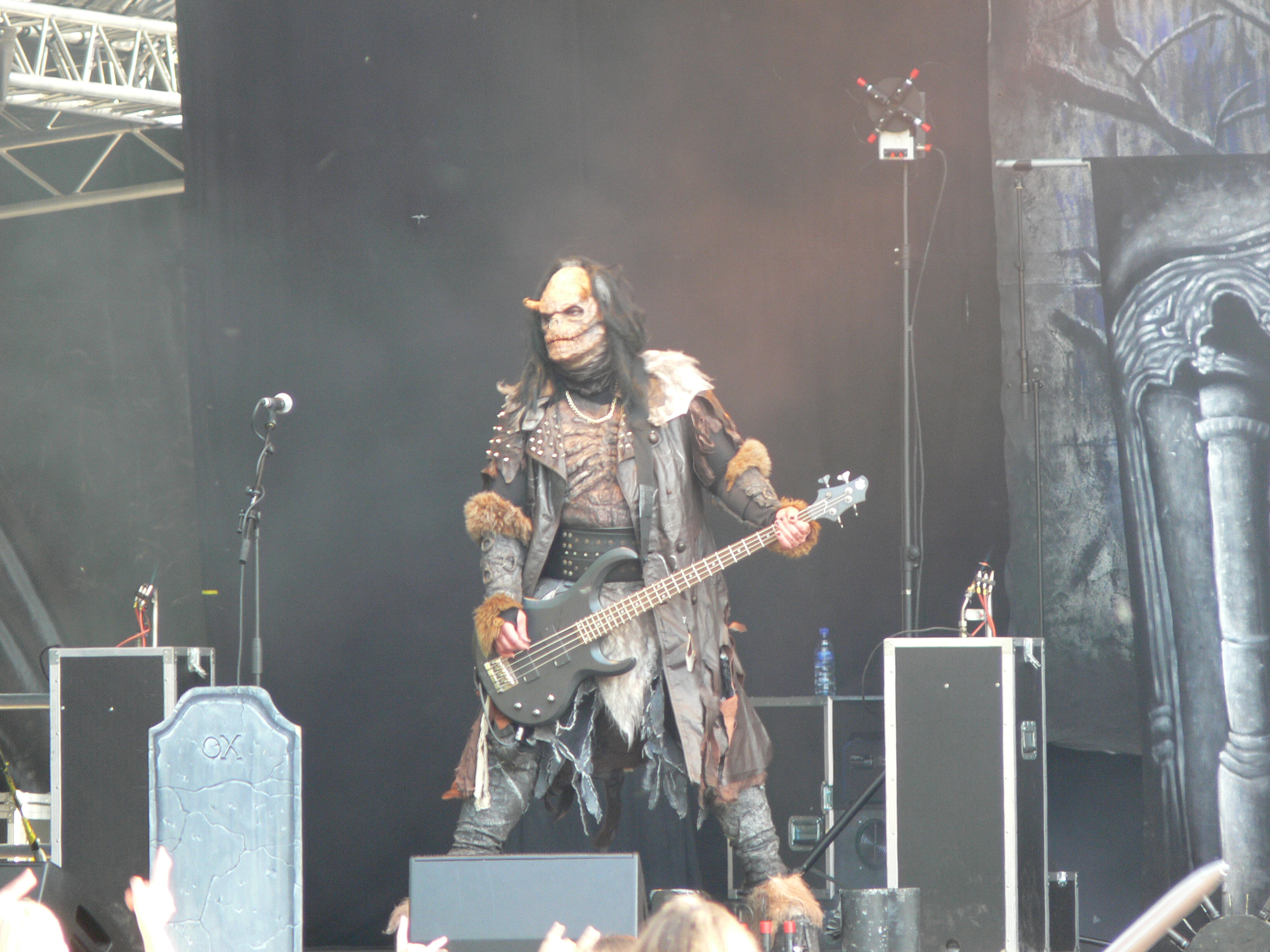
Ox

Samer el Nahhal (Espoo, 11 juli 1975) staat ook wel beter bekend onder de naam Ox. Sinds 2005 is hij basgitarist bij de Finse hardrock/heavymetalband Lordi. Als personage heeft Ox een "hellbull" (stier uit de hel) gekozen. Op 20 mei 2006 stond hij op het podium in Athene, tijdens het Eurovisiesongfestival. Ox is heeft in 2019 Lordi verlaten om iets anders in muziek te gaan doen.
In zijn jeugd was Samer een liefhebber van Kiss en andere rock- of metalbands.
- International Standard Name Identifier: 0000 0000 5765 8592
- MusicBrainz: 48bb57d0-8102-4128-a348-8be70721224d
- Nationale Bibliotheek van Tsjechië: xx0083490
- Virtual International Authority File: 85851729